# Nematinus steini
Nematinus steini är en stekelart som beskrevs av Blank 1998. Nematinus steini ingår i släktet Nematinus, och familjen bladsteklar. Arten är reproducerande i Sverige.